# Jinyang

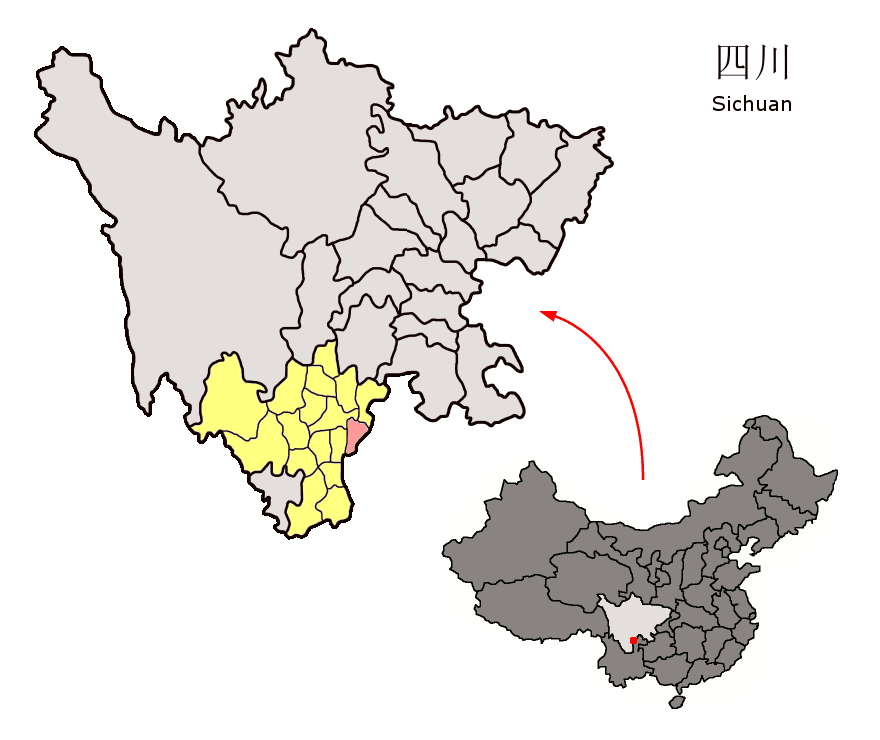
Lage des Kreises Jinyang (rosa) in der Provinz Sichuan.

Der Kreis Jinyang (chinesisch 金阳县, Pinyin Jīnyáng Xiàn) ist ein Kreis des Autonomen Bezirks Liangshan der Yi im Süden der chinesischen Provinz Sichuan. Sein Hauptort ist die Großgemeinde Tiandiba (天地坝镇). Er hat eine Fläche von 1.587 km² und zählt 170.063 Einwohner (Stand: Zensus 2020).

## Administrative Gliederung
Auf Gemeindeebene setzt sich der Kreis aus vier Großgemeinden und dreißig Gemeinden zusammen. 